# 山崎真 (ピアニスト)
山崎 真（やまさき まこと）は、日本のピアニスト。

## 経歴
兵庫県三木市出身。
相愛大学音楽学部卒業。
笹川日仏財団奨学生で渡仏。パリ市立シャトレ劇場・コレペティトゥア研修生。　　
新国立劇場オペラ研修所、 昭和音楽大学・同短期大学部講師を歴任。

## 演奏歴
パリ市立シャトレ劇場、パリ日本大使館公邸で演奏。
日本演奏連盟推薦新人演奏会に於いて、円光寺雅彦氏指揮・大阪フィルハーモニー交響楽団とザ・シンフォニーホールにて共演。 
「大阪クラシック」で同楽団桂冠指揮者の大植英次氏とピアノデュオコンサート。
イシハラホールでのリサイタルでは、公益社団法人日本演奏連盟／増山美知子奨励ニューアーティストシリーズを授与される。
秋篠音楽堂運営協議会主催により同ホールでリサイタル。
兵庫県立芸術文化センターでリサイタル。

## 受賞歴
第6回 神戸新人音楽賞最優秀賞
平成25年度 秋篠音楽堂アーティスト賞

## 後援
三木市若手アーティスト応援団第一期推薦アーティスト。
公益財団法人三木市文化振興財団他主催により、三木市文化会館に於いて３度のリサイタル。